# Alopecuroceras
Alopecuroceras är ett släkte av tvåvingar. Alopecuroceras ingår i familjen vapenflugor.
Kladogram enligt Catalogue of Life:
| Alopecuroceras | \| \| Alopecuroceras atripluma \| \| \| \| \| \| Alopecuroceras coloratum \| \| \| \| |
|                | \| \| Alopecuroceras atripluma \| \| \| \| \| \| Alopecuroceras coloratum \| \| \| \| |
|                | Alopecuroceras atripluma                                                              |
|                |                                                                                       |
|                | Alopecuroceras coloratum                                                              |
|                |                                                                                       |